# Métisse
Métisse es una banda de música que inició en 1994 en Francia, en la ciudad de Toulouse, compuesta por Aïda Bredou una joven nacida en Costa de Marfil, y Skully, un productor de música que también llevó esta banda a una productora con el mismo nombre. Obtuvo su éxito mundial con el sencillo "Sousoundé", que apareció en la película Lila dice del año 2004. También otros de su single reconocido es "Boom Boom Bâ", que apareció en la película de Estados Unidos, The Next Best Thing, en el año 2000.

## Primeros años
Un amigo de la productora musical, comenta a Skully sobre una muchacha joven llamada Aïda Bredou que cantaba ante el público en varios escenarios y que tenía una buena voz. Aïda Bredou, una joven nacida en Costa de Marfil, muestra su voz en un concierto de Halloween en 1994, Skully la escucha e incluso graba un Casete para que la joven se adapte a su voz y pueda ser una exitosa cantante. Así fue cuando Aïda Bredou decide comenzar a grabar varias canciones y publicar su primer álbum más adelante. Aida y Skully se dirigen a la ciudad de Dublín en Irlanda para grabar una sesión para David Fanning, producida por la discográfica  "Horslips", lo que logró crear las canciones; "Pray" y "Fool inside".

## My Fault
Así entonces en 1999, la banda "Métisse", viaja a Londres para poder grabar su primer álbum llamado "My Fault", que fue publicado en el año 2000, con grandes ventas en Europa, y parte de África y América. Este álbum contaba con once canciones en donde se mostraba canciones en francés y en inglés. Entre estas canciones se destacó más "Sousounde", que la calificaron como el tema principal de la película Lila dice en el año 2004, protagonizada por Vahina Giocante. Sin embargo, otro éxito más para la banda por el tema "Boom Boom Bâ", que apareció en la película de Estados Unidos, The Next Best Thing, protagonizada por Madonna y Rupert Everett.
1. Sousounde
2. Sadness
3. Boom Boom Bâ
4. Pray
5. CoCo
6. My fault
7. Fool inside
8. Azo Azo
9. Aliguiné
10. Walking Home
11. Aicha

## Nomah's Land
En el año 2003, la banda comienza a trabajar para el segundo álbum "Nomah's Land" que en español significa "La tierra de Nomah". Los problemas comienzan cuando en el año 2005, Aïda Bredou y Skully se separan, aunque Aïda igual decide trabajar para conseguir grabar su segundo álbum que se publicó en el año 2007.
1. Nomah's Land
2. Lovers Game
3. Life
4. Therapy
5. World Of Our Own
6. Take A Left
7. The Rain Is Falling
8. Journey To Oasis
9. In A Way
10. I Love You